# Baptiste Couilloud
Pour les articles homonymes, voir Couilloud.

a Compétitions nationales et continentales officielles uniquement.

b Matchs officiels uniquement.
Dernière mise à jour le 15 juillet 2024.
Baptiste Couilloud, né le 22 juillet 1997 à Lyon (Rhône), est un joueur international français de rugby à XV jouant au poste de demi de mêlée au Lyon OU.
Il remporte le Challenge européen avec le Lyon OU en 2022.

## Biographie

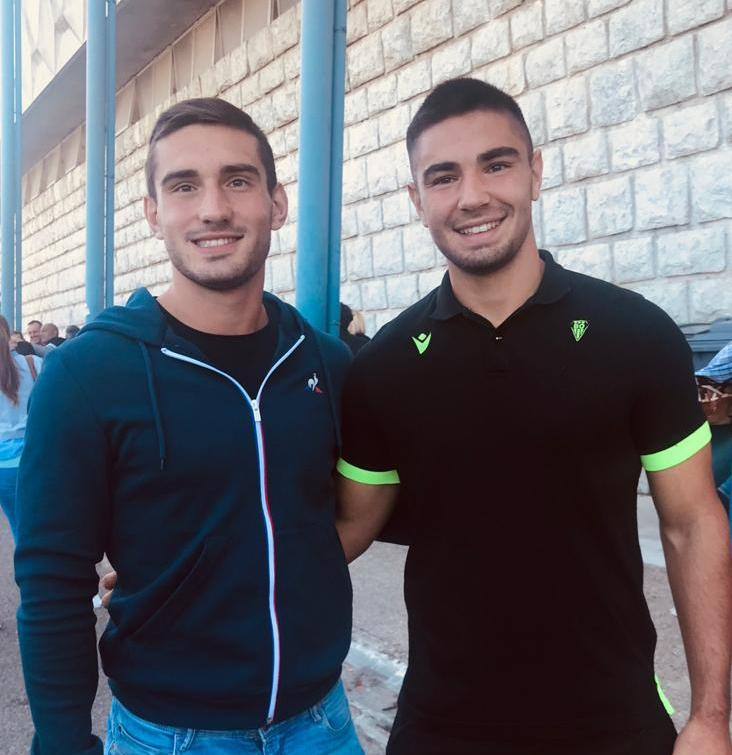
Baptiste (à gauche) et son frère Barnabé, en 10 2019.

De son nom complet Baptiste Amédée Couilloud, il est né le 22 juillet 1997 à Lyon. Son père, Hervé, a notamment joué au football en 3e division dans les années 1980-1990 à l'AS Saint-Priest et au FC Vaulx-en-Velin, deux clubs de la région lyonnaise,. Son frère Barnabé pratique également le rugby au Lyon OU, puis au Biarritz olympique de 2019 à 2023, et au FC Grenoble Rugby depuis.
Titulaire du baccalauréat S mention bien obtenu en 2015, il obtient ensuite un DUT de génie civil à l'université Lyon 1.
Il commence le rugby à l'âge de 6 ans au sein de l'école de rugby du club de sa ville, le Lyon olympique universitaire rugby. Il joue au poste de demi d'ouverture jusqu'en junior Crabos avant d'être repositionné au poste de demi de mêlée en conséquence de l'arrivée du demi d'ouverture d'Aix-en-Provence Julien Hervouët[réf. nécessaire]. En 2015, il intègre le centre de formation du Lyon OU et fera partie de la promotion Wanda Noury du pôle France 2015-2016 installée au Centre national du rugby à Marcoussis.
À l'orée de la saison 2016-2017, il fait partie de l'effectif professionnel du Lyon OU coaché par Pierre Mignoni pour préparer la saison de Top 14.

## Carrière

### En club
Le 24 avril 2016, lors de la 27e journée de Pro D2 ce pur produit de la formation lyonnaise commence sa carrière professionnelle à Colomiers en entrant à la 65e minute en remplacement de Mathieu Lorée, lors d'une défaite 16-27. Lors de la journée suivante, il fait partie du groupe lyonnais victorieux (61-31) du Biarritz olympique au Matmut Stadium, il inscrit son premier essai en pro à la 76e minute, le 10e de l'équipe ce soir-là.
Pour la saison 2016-2017, il est intégré au groupe professionnel pour préparer la nouvelle saison du Lyon OU en Top 14. Le 27 août 2016, au stade de Colombes contre le Racing 92, champion de France en titre, il entre à la 65e minute en remplacement de l'argentin Agustin Figuérola pour une défaite 29-16.Il honore ainsi son premier match en Top 14 lors de la 2e journée. Puis lors de la 4e journée, au stade Marcel-Deflandre de La Rochelle, il connaît sa première titularisation et est remplacé à la 57e minute par Frédéric Michalak. Lyon s'incline 43-18. Il dispute son premier match européen en challenge européen, le 14 avril 2016 au Stade des Alpes contre le FC Grenoble. Il joue l'intégralité du match et le LOU s'impose 39 à 13. Le 29 octobre 2016, il inscrit son premier essai en Top 14 au stade Jean Bouin de Paris (défaite 25-19 contre le Stade français).
Lors de la 2e journée du Top 14 2018-2019, il est capitaine de Lyon pour la première fois de sa carrière, à tout juste 21 ans, à l'occasion du déplacement à Castres. Le 29 septembre 2018, il se blesse gravement à la cheville gauche sur la dernière action du match contre Grenoble (34-6). Les examens révèlent une fracture du péroné avec arrachements des ligaments de la cheville gauche. Il est ainsi éloigné des terrains 196 jours et fait son retour en compétition le 13 avril 2019 contre l'USA Perpignan lors de la 22e journée de Top 14 (victoire 47-9). Il entre en remplacement de Jonathan Pélissié à la 60e minute.
Lors de la saison 2019-2020, il est nommé capitaine du LOU Rugby aux côtés de Félix Lambey. Il joue, le 17 novembre 2019, son premier match de Champions cup au Franklin's Gardens contre les Saints de Northampton, il remplace Jonathan Pélissié à la 29e minute. Lyon s'incline 25-14.
Le 3 avril 2021, il inscrit son premier essai européen contre les Exeter Chiefs, champions d'Europe en titre, lors du huitième de finale de Champions Cup au Sandy Park d'Exeter. Lyon s'incline 47-25.
Au début de la saison 2021-2022, Baptiste Couilloud continue de s'affirmer comme l'un des cadres de l'équipe lyonnaise. Il s'illustre particulièrement lors de la 6ème journée, inscrivant un triplé sur la pelouse de Biarritz. 
Il dispute son 100e match sous le maillot du Lyon OU, son club formateur, le 15 janvier 2022 au stade Aimé-Giral contre l'USA Perpignan en Challenge Cup. 
Lors de cette saison, Baptiste Couilloud finit meilleur marqueur d'essais du Top 14 avec onze essais marqués. En Challenge européen, son équipe se qualifie en finale pour la première fois de son histoire. Il est titulaire lors de la finale au Stade Vélodrome face à Toulon. Il marque le premier essai de la rencontre et son équipe s'impose 30 à 12.
Pendant la saison 2023-2024, malgré une saison décevante du Lyon OU qui finit onzième du championnat, Couilloud finit la saison fort en marquant un essai par match sur ses huit derniers matchs ce qui lui permet de finir meilleur marqueur d'essais pour la deuxième fois de sa carrière avec 17 essais marqués. Il s'agit d'un record du nombre d'essais marqués par un français depuis le création du Top 14 en 2005 et plus globalement depuis l'ère moderne du rugby en France.
En août 2024, alors qu'il arrive en fin de contrat à l'été 2025 et que son départ est évoqué, Baptiste Couilloud prolonge finalement son contrat jusqu'en juin 2030 avec le Lyon OU.

### En sélection nationale

#### 2015: Débuts en bleu en catégorie de jeunes
Le 8 mars 2015, appelé par Philippe Agostini en remplacement d'un joueur blessé, il connaît sa première sélection en équipe de France en catégorie de jeunes moins de 18 ans contre le pays de Galles au stade Ladoumègue de Massy. Il fait son entrée à la place d'Arthur Retière à la 59e minute et inscrit 2 minutes plus tard l'essai de la victoire (20-17) après une joli mouvement collectif. Dans la foulée, il est retenu pour le championnat d'Europe qui se déroule en région Midi-Pyrénées lors duquel il est titularisé au poste de demi de mêlée pour les trois matches (Écosse, Angleterre et Géorgie) menant au titre continental le 4 avril 2015 au stade Ernest-Wallon de Toulouse devant 5000 spectateurs. Il inscrit pendant le tournoi 2 essais dont un contre l'Angleterre en demi-finale. Dans cette catégorie d'âge, il aura notamment pour entraineur un ex-demi de mêlée, Antoine Nicoud.
Lors du week-end du 25 avril 2015 au stade Darragon de Vichy, il fait partie du groupe France de rugby à 7 des moins de 19 ans qui devient champion d'Europe lors de ce tournoi. L'année suivante, il participe avec France 7 développement à une étape du World Rugby Sevens Series à Singapour.
Pendant les saisons de 2015 à 2017, il cumule de nombreux matches avec les équipes de France des moins de 19 et moins de 20 ans (29 participations pour 47 points), avec notamment la participation à 2 championnats du monde juniors en Angleterre puis en Géorgie.

#### 2017: Première sélection en sénior
Le 10 novembre 2017, il est sélectionné avec les Barbarians français entraînés par Franck Azéma et Bernard Goutta pour affronter les Māoris All Blacks au Stade Chaban-Delmas de Bordeaux devant plus de 30 000 spectateurs. Associé à Romain Ntamack, ils forment une jeune charnière prometteuse. Titulaire, il est remplacé à la 61e minute par Teddy Iribaren. Les Baa-Baas parviennent à s'imposer 19 à 15.

#### 2018: Intégration dans le groupe France
Le 4 février 2018, à la suite du forfait d'Antoine Dupont, blessé lors du premier match du Tournoi des Six Nations de la France contre l'Irlande, il est appelé par Jacques Brunel pour intégrer le groupe France en préparation du deuxième match en Ecosse. Il est accompagné de son partenaire à la charnière au LOU Rugby, Lionel Beauxis, lui aussi appelé en remplacement de Matthieu Jalibert, blessé. Il est retenu dans l'équipe du XV de France pour le troisième match du Tournoi contre l'Italie ; lors de la victoire 34-17, il remplace Maxime Machenaud à la 70e et honore ainsi sa première cape en Bleus,.
À l'orée de la saison 2018-2019, il est intégré à la liste XV de France de 40 joueurs et participe au premier stage de développement du 5 au 12 juillet 2018 au CNR de Marcoussis,.

#### 2020-: Retour en bleu
Le 22 novembre 2020, après de nombreux contretemps (blessures,, pandémie covid 19 et maladies,), il retrouve la sélection du XV de France en tant que remplaçant pour le match Écosse - France à Murrayfield comptant pour la 2e journée de la Coupe d'automne des nations. Il n'entre cependant pas en jeu et doit patienter pour honorer sa 4e sélection. Elle arrive une semaine plus tard au stade de France lors de la victoire contre l'Italie 36 à 5, il entre à la 70e minute en remplacement de Baptiste Serin. La convention FFR-LNR n'autorisant les joueurs à participer qu'à 2 matchs de cette compétition, il devient le premier choix au sein de l'effectif. Il est nommé capitaine pour encadrer l'équipe inexpérimentée qui dispute la finale de la compétition une semaine plus tard contre l'équipe d'Angleterre à Twickenham. Il fête alors aussi sa première titularisation avec le XV de France. Les français s'inclinent 22 à 19 aux prolongations face aux vice-champions du monde. Lors de cette rencontre, il devient, à 23 ans, le 91e et l'un des plus jeunes capitaines du XV de France, et le premier évoluant au LOU rugby.
Il est appelé et nommé vice-capitaine pour préparer la tournée d'été 2021 en Australie avec le XV de France,. L'Australie remporte la série (23-21), (26-28), (33-30) titularisé lors des 3 matchs, Baptiste Couilloud inscrira son premier essai international lors du 3ème match au Suncorp Stadium de Brisbane.
Cette bonne dynamique se confirme quelques mois plus tard, lorsque Baptiste Couilloud est appelé pour préparer la tournée d'automne, qui verra les Bleus affronter l'Argentine, la Géorgie et la Nouvelle-Zélande. il bénéficie de la longue blessure de Baptiste Serin, habituellement deuxième 9 de l'équipe. Il ne jouera cependant aucun de ces trois matchs. 
Il est ensuite appelé pour disputer la tournée d'été 2022 au Japon. Lors du premier match face au Japon, il entre en jeu à la 59e minute de jeu pour remplacer Maxime Lucu. Lors du second match contre le Japon il entre à la 49e minute et inscrit l'essai de la victoire 20-15 après un exploit personnel. 
À l'issue de la saison 2021-2022, il est sélectionné par Fabien Galthié pour affronter l'Angleterre avec les Barbarians britanniques. Il est titulaire lors de ce match et inscrit un essai, permettant à son équipe de remporter la rencontre sur le score de 21 à 52. 
Fabien Galthié le sélectionne pour participer au Tournoi des Six Nations 2023 à la suite de la blessure de Léo Coly initialement convoqué, car lui-même était blessé à l'annonce de la première convocation pour le stage à Capbreton. 

#### Coupe du monde 2023
Sélectionné fin juin 2023 dans une liste de 42 joueurs pour préparer la Coupe du monde 2023, il fait partie de la liste officielle des 33 joueurs qui joueront la compétition. Durant la compétition, il inscrit notamment un essai lors de la victoire écrasante face à la Namibie 96 à 0.  
À l'issue de la saison 2023-2024, au mois de juin, il est retenu en équipe de France dans une liste de trente-deux joueurs pour préparer la tournée d'été en Argentine. Cette liste est marquée par l'absence des cadres habituels et la présence de nombreux joueurs sans sélections. Le 10 juillet 2024, il joue sous le maillot national face à l'Uruguay, dans une rencontre non capée disputée par l'équipe de France développement.

## Statistiques

### En club
Au 22 avril 2025, Baptiste Couilloud compte 173 matches avec Lyon toutes compétitions confondues. Il a marqué 387 points dont 77 essais et une transformation.
| Saison        | Saison        | Championnat   | Championnat | Championnat | Championnat | Championnat | Championnat | Championnat | Championnat                   | Compétitions de l'EPCR | Compétitions de l'EPCR | Compétitions de l'EPCR | Compétitions de l'EPCR | Compétitions de l'EPCR | Compétitions de l'EPCR | Compétitions de l'EPCR | Compétitions de l'EPCR |  |
| Saison        | Saison        | Compétition   | M           | Pts         | Ess.        | Pén.        | Tr.         | Dp.         | Compétition                   | M                      | Pts                    | Ess.                   | Pén.                   | Tr.                    | Dp.                    |                        |                        |  |
| ------------- | ------------- | ------------- | ----------- | ----------- | ----------- | ----------- | ----------- | ----------- | ----------------------------- | ---------------------- | ---------------------- | ---------------------- | ---------------------- | ---------------------- | ---------------------- | ---------------------- | ---------------------- |  |
| 2015-2016     | Lyon OU       | Pro D2        | 3           | 10          | 2           | -           | -           | -           |                               |                        |                        |                        |                        |                        |                        |                        |                        |  |
| 2016-2017     | Lyon OU       | Top 14        | 13          | 15          | 3           | -           | -           | -           | Challenge européen            | 5                      | -                      | -                      | -                      | -                      | -                      |                        |                        |  |
| 2017-2018     | Lyon OU       | Top 14        | 20          | 52          | 10          | -           | 1           | -           | Challenge européen            | 3                      | -                      | -                      | -                      | -                      | -                      |                        |                        |  |
| 2018-2019     | Lyon OU       | Top 14        | 11          | 5           | 1           | -           | -           | -           | Coupe d'Europe                | -                      | -                      | -                      | -                      | -                      | -                      |                        |                        |  |
| 2019-2020     | Lyon OU       | Top 14        | 14          | 20          | 4           | -           | -           | -           | Coupe d'Europe                | 3                      | -                      | -                      | -                      | -                      | -                      |                        |                        |  |
| 2020-2021     | Lyon OU       | Top 14        | 16          | 30          | 6           | -           | -           | -           | Coupe d'Europe                | 2                      | 5                      | 1                      | -                      | -                      | -                      |                        |                        |  |
| 2021-2022     | Lyon OU       | Top 14        | 16          | 55          | 11          | -           | -           | -           | Challenge européen            | 5                      | 20                     | 4                      | -                      | -                      | -                      |                        |                        |  |
| 2022-2023     | Lyon OU       | Top 14        | 20          | 35          | 7           | -           | -           | -           | Champions Cup + Challenge Cup | 1+2                    | 0+10                   | 0+2                    | -                      | -                      | -                      |                        |                        |  |
| 2023-2024     | Lyon OU       | Top 14        | 22          | 85          | 17          | -           | -           | -           | Champions Cup                 | 1                      | -                      | -                      | -                      | -                      | -                      |                        |                        |  |
| 2024-2025     | Lyon OU       | Top 14        | 20          | 50          | 10          | -           | -           | -           | Challenge Cup                 | 3                      | -                      | -                      | -                      | -                      | -                      |                        |                        |  |
| Total Lyon OU | Total Lyon OU | Pro D2/Top 14 | 153         | 357         | 71          | 0           | 1           | -           | Compétitions EPCR             | 25                     | 35                     | 7                      | 0                      | 0                      | -                      |                        |                        |  |

### Internationales

#### Équipe de France des moins de 20 ans
Baptiste Couilloud compte plusieurs sélections dans les équipes de France des moins de 18 ans et de 19 ans. Puis il dispute 19 matchs avec l'équipe de France des moins de 20 ans en deux saisons, prenant part à deux éditions du tournoi des Six Nations en 2016 et 2017 et à deux éditions du championnat du monde junior en 2016 et 2017. Il inscrit un total de sept essais, une pénalité et deux transformations, soit un total de 42 points inscrits.

#### XV de France
Au 7 juillet 2024, Baptiste Couilloud compte 17 sélections pour 4 essais marqués (20 points). Il connait sa première sélection avec l'équipe de France le 23 février 2018 à l'occasion d'un match contre l'Italie dans le cadre du tournoi des Six Nations 2018.
| Année | Compétition                 | Matchs | Points | Essais |
| ----- | --------------------------- | ------ | ------ | ------ |
| 2018  | Six Nations                 | 3      | -      | -      |
| 2020  | Coupe d'automne des nations | 2      | -      | -      |
| 2021  | Test matchs                 | 3      | 5      | 1      |
| 2022  | Test matchs                 | 3      | 5      | 1      |
| 2023  | Test matchs                 | 2      | 5      | 1      |
| 2023  | Coupe du monde              | 3      | 5      | 1      |
| 2024  | Tournée d'été               | 1      | 0      | 0      |
| Total | Total                       | 17     | 20     | 4      |

| Adversaire     | Matchs joués | Victoires | Défaites | Nuls | Essais | Points | % de victoire |
| -------------- | ------------ | --------- | -------- | ---- | ------ | ------ | ------------- |
| Angleterre     | 2            | 1         | 1        | 0    | 0      | 0      | 50            |
| Argentine      | 1            | 1         | 0        | 0    | 0      | 0      | 100           |
| Australie      | 4            | 2         | 2        | 0    | 1      | 5      | 50            |
| Écosse         | 1            | 0         | 1        | 0    | 1      | 5      | 0             |
| Pays de Galles | 1            | 0         | 1        | 0    | 0      | 0      | 0             |
| Italie         | 3            | 3         | 0        | 0    | 0      | 0      | 100           |
| Japon          | 3            | 3         | 0        | 0    | 1      | 5      | 100           |
| Namibie        | 1            | 1         | 0        | 0    | 1      | 5      | 100           |
| Uruguay        | 1            | 1         | 0        | 0    | 0      | 0      | 100           |
| Total          | 17           | 12        | 5        | 0    | 4      | 20     | 70.59         |

| Numéro | Date              | Lieu                           | Adversaire | Compétition         | Résultat | Score |
| ------ | ----------------- | ------------------------------ | ---------- | ------------------- | -------- | ----- |
| 1      | 17 juillet 2021   | Suncorp Stadium, Brisbane      | Australie  | Test match          | Défaite  | 33-30 |
| 2      | 9 juillet 2022    | Stade national, Tokyo          | Japon      | Test match          | Victoire | 15-20 |
| 3      | 5 août 2023       | Murrayfield Stadium, Édimbourg | Écosse     | Test match          | Défaite  | 25-21 |
| 4      | 21 septembre 2023 | Stade Vélodrome, Marseille     | Namibie    | Coupe du monde 2023 | Victoire | 96-0  |

## Palmarès

### En club
- Vainqueur du Championnat de France de 2e division en 2016 avec le Lyon OU[59].
- Vainqueur du Challenge européen en 2022 avec le Lyon OU.
- Finaliste de la Challenge Cup en 2025 avec le Lyon OU.

### En sélection nationale
- Vainqueur du Champion d'Europe des moins de 18 ans en 2015 avec l'équipe de France des moins de 18 ans[60].

#### Tournoi des Six Nations
| Édition          | Rang | Résultats France | Résultats Couilloud | Matchs Couilloud |
| ---------------- | ---- | ---------------- | ------------------- | ---------------- |
| Six Nations 2018 | 4    | 2 v, 0 n, 3 d    | 2 v, 0 n, 1 d       | 3/5              |

Légende : v = victoire ; n = match nul ; d = défaite ; la ligne est en gras quand il y a Grand Chelem.

#### Coupe du monde
| Édition     | Rang                | Résultats France | Résultats Couilloud | Matchs Couilloud |
| ----------- | ------------------- | ---------------- | ------------------- | ---------------- |
| France 2023 | Quarts-de-finaliste | 4 v, 0 n, 1 d    | 3 v, 0 n, 0 d       | 3/5              |

### En rugby à sept
- Championnat d'Europe des moins de 19 ans :
  - Champion : 2015[61],[62].

### Distinctions personnelles
- Lauréat du Pôle France des moins de 19 ans en 2016[63]
- Nuit du rugby 2018 : Révélation de la saison en 2018[64]
- Meilleur marqueur d'essais du Championnat de France en 2022 (11 essais)[65] et 2024 (17 essais)[66]